# Volkswagen First Act

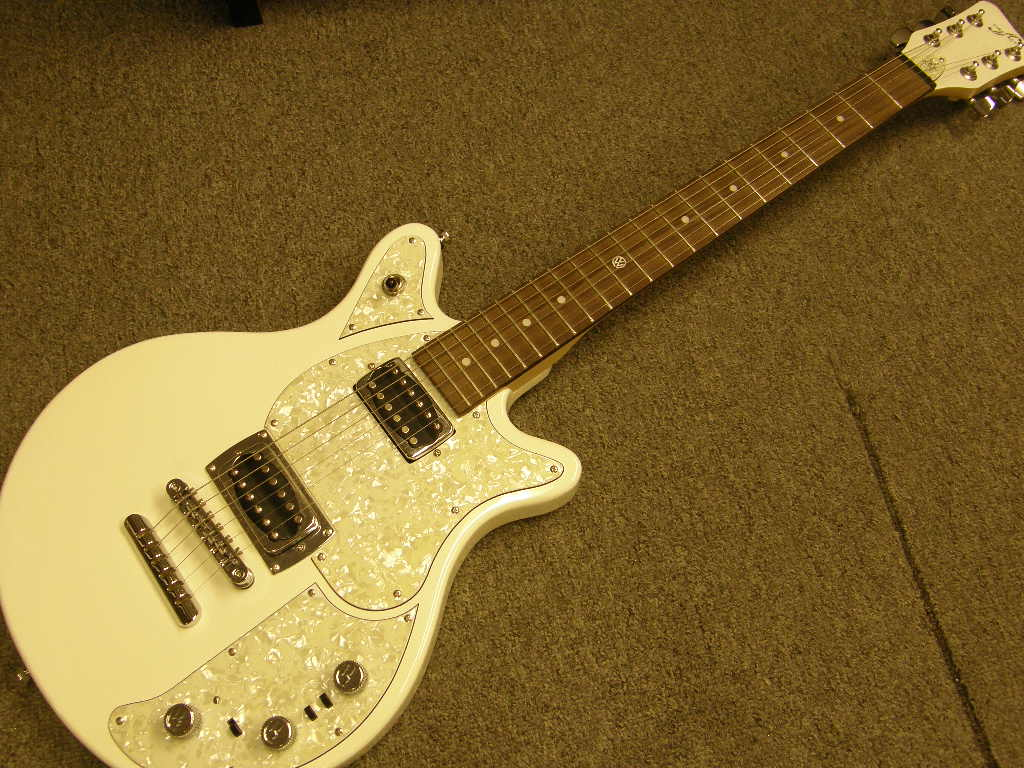
Guitarra Volkswagen (First Act)

Volkswagen First Act É um modelo de guitarra criada pela First Act em parceria com a volkswagen. Esse modelo de guitarra foi criada em 2006, como uma promoção da volkswagen.
Em uma colaboração, First Act e Volkswagen uniram-se para apresentar a Volkswagen First Act, uma guitarra que reproduz som através do sistema de áudio de alguns modelos da Volkswagen. Cada carro da Volkswagen da promoção tem um amplificador embutido, que permite ligar a guitarra na entrada auxiliar do modelo. A campanha da Volkswagen desenvolveu anúncios de apoio com grandes guitarristas como, John Mayer, Slash, e Christopher Guest, e nisso a volkswagen queria incentivar mais ainda os compradores de veículos.

## Modelos Volkswagen que são compatíveis com o instrumento
- Volkswagen New Beetle
- Volkswagen Jetta
- Volkswagen Golf